# Псамметих III
Псамметих III (или Псамтик III, полное имя — Анкхкаенра Псамметих III) — фараон Древнего Египта, правивший приблизительно в 526—525 годах до н. э. Сын Аб-Мосе (Амасиса II).
Последний фараон XXVI династии Позднего царства Древнего Египта.

## Правление. Война с персами
В правление Псамметиха III персы начали наступление на Египет. Сосредоточив свои войска в Палестине, Камбис вступил в соглашение с арабскими кочевниками, в руках которых находились пути, ведущие через Синайскую пустыню к границам Египта. Благодаря этому он обеспечил свою армию запасами питьевой воды, которую доставляли ему на верблюдах. На море персы не имели своего флота, но они максимально использовали финикийские и отчасти греческие корабли.
К тому же, имеются явные намеки на измену командующего морскими силами египтян Уджахорресента. В своей надписи он откровенно хвалится милостями персидских царей, осыпавших его почестями и наградами, что весьма подозрительно. Кроме того, на сторону Камбиса совершенно открыто перебежал командир греческих наёмников в Египте Фанес, оказавший завоевателям незаменимые услуги. Впрочем, сами греческие наёмники сохранили верность фараону и даже убили ни в чём не повинных сыновей предателя.
Несмотря на все эти неблагоприятные обстоятельства, египетская армия оказала завоевателям упорное сопротивление в пограничном сражении при Пелусии, где 70 лет спустя Геродот осматривал поле битвы и обнаружил огромное количество костей убитых.
Полиэн привёл анекдот о том, что персы овладели Пелусием из-за преклонения древних египтян перед священными кошками, овцами, ибисами и собаками. Персы поместили этих животных перед своим войском в виде живого щита, из-за чего египтяне, чтобы не причинить вред этим священным животным, не стали обстреливать из луков персидское войско. Персам удалось в этом сражении сломить мужество египетских воинов, и дальше их успехи развивались уже беспрепятственно.
В мае 525 г. до н. э. был захвачен Мемфис, где персы учинили жестокую расправу: 2000 знатных горожан, включая сына Псамметиха, были казнены (в отмщение за 200 митиленцев, погибших с кораблём в Мемфисе), но самого Псамметиха пощадили. Приведённая Геродотом история о фараоне, стоически выдержавшим унижение дочери и отправку сына на казнь, но зарыдавшем при виде старого друга, вынужденного просить милостыню, впоследствии воспроизводилась позднейшими писателями, включая Льва Толстого. После этого Камбис короновался египетским фараоном, приняв титул «царь Египта, царь страны» (август 525 г. до н. э.).
Воспользовавшись неудачей Камбиса в его походе против Нубии, Псамметих поднял восстание против персов. Однако в конце 524 г. до н. э. Камбис вернулся в Мемфис и учинил там жестокую расправу с восставшими. Зачинщик восстания Псамметих был казнён, а в стране восстановлено персидское господство. Наместником в Египте был назначен перс Арианд.
В третьей книге «Истории» Геродота описываются жестокости, совершённые Камбисом по отношению к членам семьи последнего коренного египетского фараона (если не учитывать 3 династии, правившие после персидского завоевания). В частности, дочь Псамметиха была продана в рабство, а его сын приговорён к смертной казни и расчленён. Псамметих, помышлявший о восстании, был принуждён выпить чашу с бычьей кровью, что привело к смерти фараона (523 до н. э.). Секст Африкан, цитируя Манефона, указывал, что Псамметих III (Псаммехеритес) правил в течение 6 месяцев. В то же время Евсевий Кесарийский вообще не упоминал о Псамметихе III.

## Имя
| nswt&bity |

| nswt&bity |

| N5 | S34 | D28 · N35 |

| N5 | S34 | D28 · N35 |

| N5 | S34 | D28 · N35 |

| N5 | S34 | D28 · N35 |

| N5 | S34 | D28 · N35 |

| N5 | S34 | D28 · N35 |

| N5 | S34 | D28 · N35 |

| N5 | S34 | D28 · N35 |

| N5 | S34 | D28 |

| N5 | S34 | D28 |

| N5 | S34 | D28 |

| N5 | S34 | D28 |

| N5 | S34 | D28 |

| N5 | S34 | D28 |

| N5 | S34 | D28 |

| N5 | S34 | D28 |

| G39 | N5 |

| G39 | N5 |

| Q3 | S29 | G17 | V13 · V31 |

| Q3 | S29 | G17 | V13 · V31 |

| Q3 | S29 | G17 | V13 · V31 |

| Q3 | S29 | G17 | V13 · V31 |

| Q3 | S29 | G17 | V13 · V31 |

| Q3 | S29 | G17 | V13 · V31 |

| Q3 | S29 | G17 | V13 · V31 |

| Q3 | S29 | G17 | V13 · V31 |